# Hofamt Priel
Hofamt Priel je obec v okrese Melk v rakouské spolkové zemi Dolní Rakousy severně od řeky Dunaj, resp. severně od dunajského přehradního jezera, které vzniklo v 50. letech 20. století v souvislosti s výstavbou elektrárny Ybbs-Persenbeug.

## Historie
Jednou z nejstarších budov v obci je Rottenhof ve stejnojmenném katastrálním území. Z erbu jednoho z prvních majitelů Rottenhofu pochází i znak obce Hofamt Priel.
V noci z 2. na 3. května 1945 zavraždila v obci jednotka SS 228 židovských (nuceně nasazených) mužů, žen a dětí). Bratři Tobias a Hans Hochstögerovi zločin popsali ve filmu Endphase; rakouská televize uvedla zkrácenou verzi v lednu 2022 pod názvem Das Schweigen der Alten.
V 50. letech 20. století vzniklo na řece Dunaj (v souvislosti s výstavbou elektrárny Ybbs-Persenbeug) jižně od obce přehradní jezero.